# Сага (град)
Сага (јап. 佐賀市) град је у Јапану у префектури Сага. Према попису становништва из 2005. у граду је живело 206.973 становника.

## Становништво
Према подацима са пописа, у граду је 2005. године живело 206.973 становника.
| 1995.   | 2000.   | 2005.   |
| ------- | ------- | ------- |
| 212.692 | 208.783 | 206.973 |